# マンハッタン音楽学校

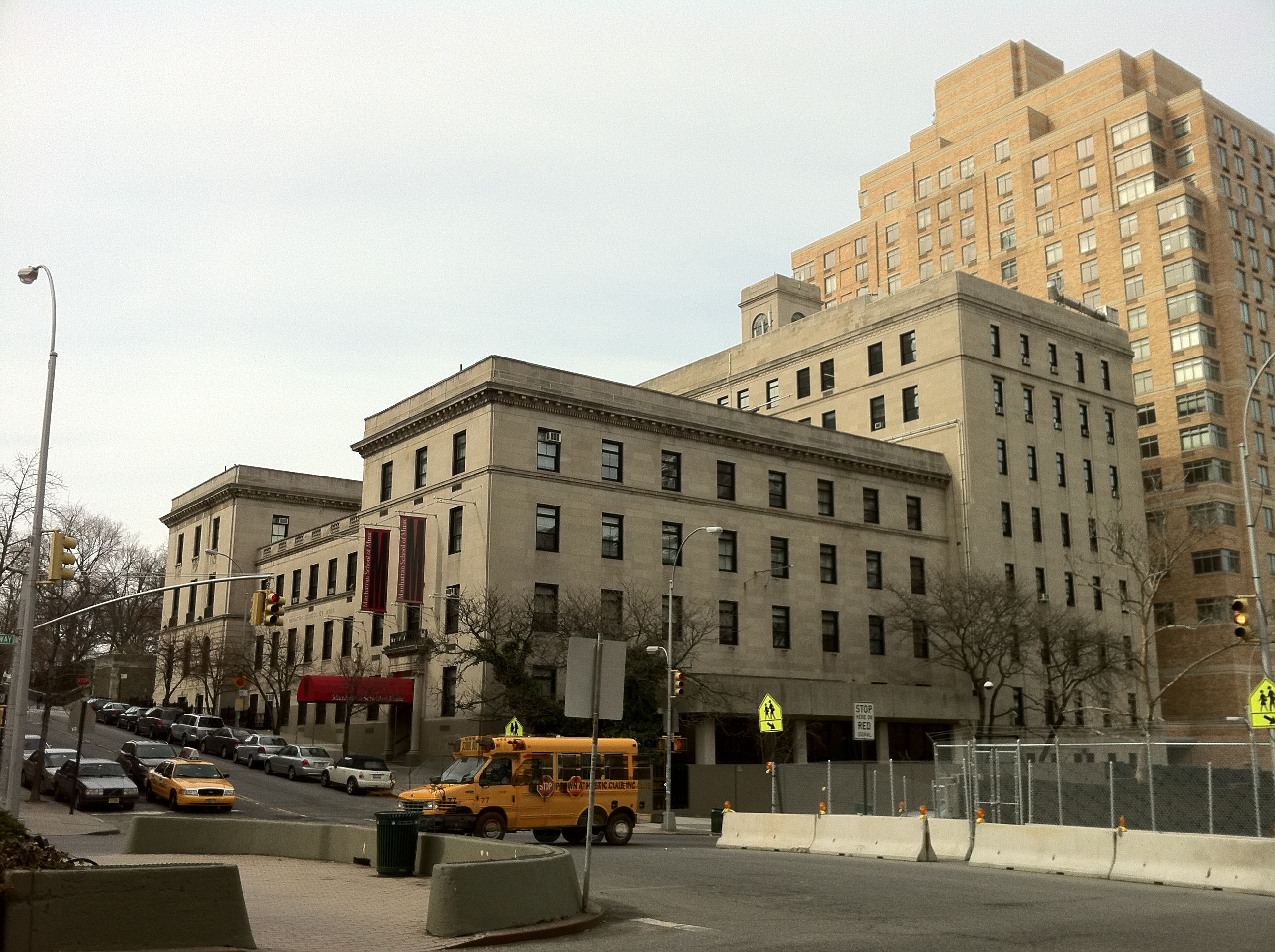
マンハッタン音楽学校（2011年3月）

マンハッタン音楽学校（マンハッタンおんがくがっこう、Manhattan School of Music、通称 : MSM）は、アメリカ合衆国ニューヨーク州ニューヨーク市マンハッタン区にある4年制音楽大学。

## 歴史
1917年に創設された、音楽大学。1969年以降コロンビア大学に隣接している。275人の教職員と40ヶ国800人の学生が在籍している。学生の75％はニューヨーク州の外から、47％はアメリカの外から来ている。また若い生徒に大学入学前教育を行っているのも特徴である。
クラシック音楽とジャズの作曲と演奏を専門分野とし、学士・修士・博士の課程を有する。

## 著名な出身者
- ロン・カーター - ベース奏者、ニューヨーク市立大学シティカレッジ音楽課教授
- ハービー・ハンコック - ジャズピアニスト、作曲家
- アロンドラ・デ・ラ・パーラ - 指揮者
- チャーリー・カレロ - 編曲家、音楽プロデューサー[1]
- アルバート・チェン - ヴァイオリニスト、香港演芸学院教授
- スティーヴ・ガッド -ドラマー
- ジョセフ・トラパニーズ - 映画・テレビドラマ音楽作曲家
- 挾間美帆 - ジャズ作曲家 ※大学院
- 寺久保エレナ・ジャズサクソフォーン フルート クラリネット 奏者、ミシガン州立大学音楽学部ジャズ科助教授  ※大学院